# Lingua lemnia
La lingua lemnia è un idioma attestato da un numero limitato di iscrizioni rinvenute sull'isola greca di Lemno nel nord del Mare Egeo, ed è considerata una lingua preindoeuropea e paleoeuropea. Dopo che gli ateniesi conquistarono l'isola nella seconda metà del VI secolo a.C., a Lemno si parlò greco attico.

## Distribuzione geografica
Attestata da meno di una decina di iscrizioni rinvenute nell'isola di Lemno, la lingua lemnia è ritenuta imparentata con la lingua etrusca, e deve la sua importanza al fatto che è uno dei pochi esempi conosciuti, insieme alla lingua retica parlata nelle Alpi, di un idioma affine a quello parlato dagli Etruschi.
Questo idioma epicorio è attestato soprattutto da una doppia iscrizione lapidea funeraria, detta la stele di Lemno, scoperta nel 1885 nei pressi di Kaminia e pubblicata dal filologo svedese Ernst Nachmanson nel 1908.
Successivi scavi effettuati da una missione archeologica della Scuola italiana di Atene iniziata nel 1926, portarono alla scoperta, nel 1928, di frammenti di ceramica di vasi di produzione locale che recavano iscrizioni simili e furono considerati indizi del fatto che la lingua lemnia potesse essere parlata da una comunità presente sull'isola.
L'archeologo italiano Alessandro Della Seta, direttore della Scuola Archeologica Italiana di Atene dal 1919 fino al 1939, in un suo studio pubblicato nel 1936 segnalò come la cultura degli abitanti pregreci di Lemno mostrasse nella sua fase matura profondi legami con la tradizione micenea.
In tempi più recenti è stata poi rinvenuta una breve iscrizione nel sito archeologico di Efestia, nei pressi del teatro ellenistico della città dove un tempo sorgeva un santuario arcaico di Kabirion, e pubblicata negli studi nel 2009.

## Classificazione

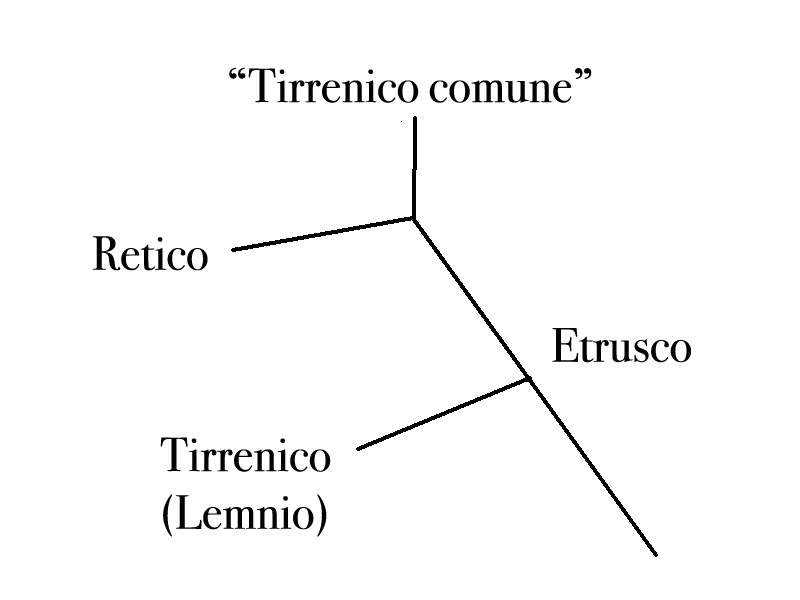
L'albero della famiglia linguistica tirrenica proposto da de Simone e Marchesini (2013)

Molte forme onomastiche presenti nelle iscrizioni mostrano un’origine greca, mentre morfologia e parte del lessico della lingua lemnia hanno corrispondenze con l'etrusco, seppur con differenze, soprattutto su un piano lessicale, che fanno ritenere il lemnio una lingua affine all'etrusco ma distinta. Inoltre, il lemnio mostra le maggiori affinità con l'etrusco arcaico parlato in Etruria meridionale.
Sulla scia degli studi del linguista tedesco Helmut Rix e la teoria della famiglia linguistica tirrenica, linguisti come Stefan Schumacher, Norbert Oettinger, Carlo De Simone e Simona Marchesini hanno ipotizzato che retico, etrusco e lemnio discendano da un «tirrenico comune», con etrusco e retico separatisi prima dell'età del Bronzo, e con un tempo di separazione tra lingua lemnia e lingua etrusca molto successivo a quello tra lingua etrusca e lingua retica, compatibile con l'ipotesi che la lingua lemnia sia riconducibile a un'espansione di Etruschi da Occidente verso l'Egeo, come già sostenuto da Norbert Oettinger, Michel Gras e Carlo De Simone che vedono nel lemnio la testimonianza di un insediamento piratesco etrusco nell'isola nella parte settentrionale del Mar Egeo avvenuto prima del 700 a.C., mentre alcuni linguisti avevano precedentemente ipotizzato che il lemnio appartenesse a un sostrato preistorico egeo o paragreco o pre-greco esteso dall'Asia Minore ai Balcani, alla Grecia e all'Italia.
Anche lo storico olandese Luuk de Ligt ipotizza che la presenza nel VI secolo a.C. nell'isola di Lemno di una comunità che parlava una lingua simile all'Etrusco sia dovuta a movimenti di mercenari arruolati nella penisola italica dai Micenei, così come l'archeologo austriaco Reinhard Jung collega questi movimenti di guerrieri dall'Italia nell’Egeo, e dall’Egeo al Vicino Oriente, ai Popoli del Mare.
Inoltre non si può ecludere l'eventualità che siano esistite altre lingue nella regione adriatica e balcanica, oggi scomparse, che costituivano un ponte tra il gruppo etrusco-retico e l’area egea settentrionale.

## Storia
Secondo Omero i primi abitanti dell'isola furono i Sintii, popolazione della Tracia. Fino al XIX secolo la presenza dei Tirreni (in greco attico Τυρρηνοί), nell'Egeo settentrionale era desumibile unicamente dalla testimonianza contenuta in un passo di Tucidide. Non si conosce a quale epoca risalga l'uso locale di questa lingua ma si sa che, dopo la conquista dell'isola da parte di Milziade e il suo passaggio sotto l'egemonia ateniese nel 510 a.C., il lemnio, così come ogni altra lingua parlata nell'isola, fu sostituito dal dialetto attico.

## Sistema di scrittura
La scrittura usata per scrivere la lingua lemnia è derivata da un alfabeto greco di tipo occidentale ‘rosso’, con alcuni adattamenti. Il tipo rosso si trova nella maggior parte della Grecia centrale-settentrionale (Tessaglia, Beozia e gran parte del Peloponneso), nell'isola di Eubea e nelle colonie associate a questi luoghi, compresa la maggior parte delle colonie greche in Italia della Magna Grecia.

## La stele di Lemno

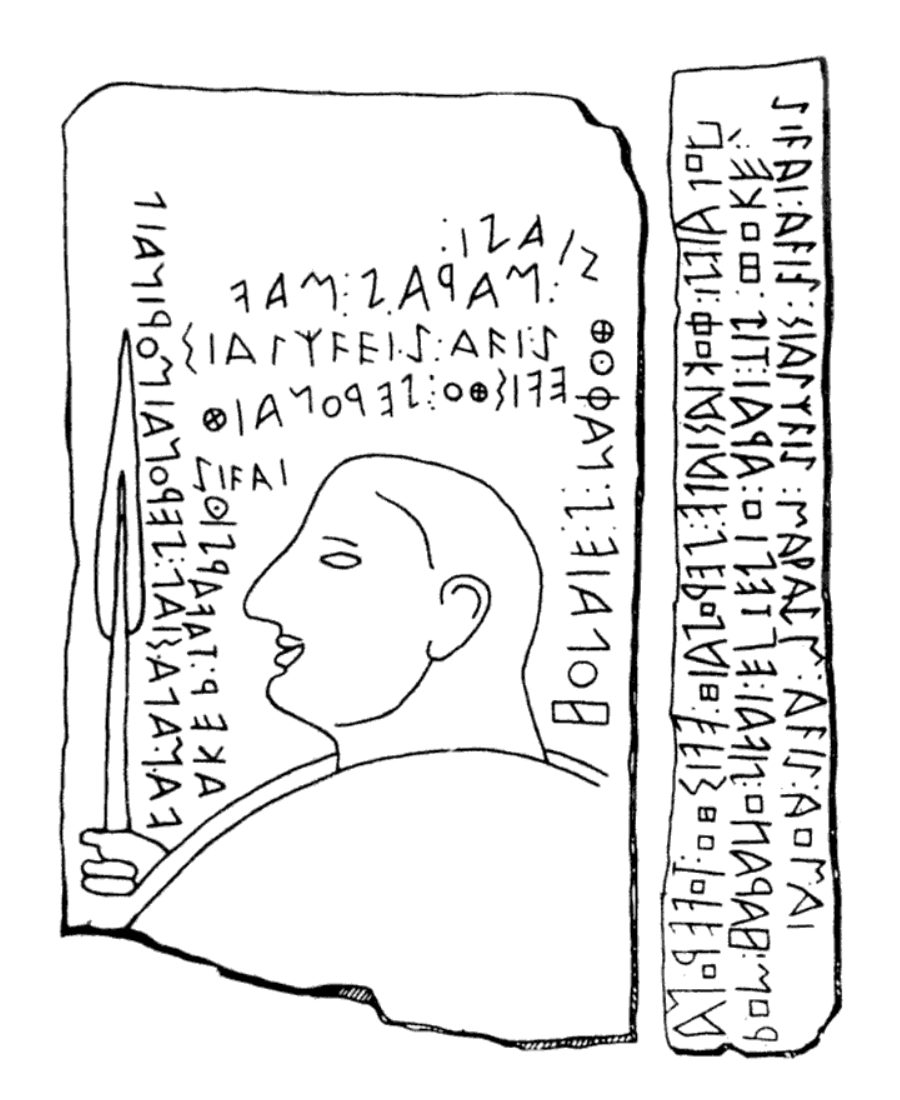
Disegno ricostruttivo della stele di Lemno

La stele fu trovata nel muro di una chiesa a Kaminia ed è ora esposta al Museo archeologico di Atene. Essa riporta un approssimativo bassorilievo del busto di un uomo con scudo e lancia, a cui è accostata l'iscrizione vera e propria in caratteri assimilabili all'alfabeto greco occidentale (calcidico). L'iscrizione si sviluppa con andamento bustrofedico intorno alla testa e lungo un lato della figura del defunto. È divisa in tre parti, due delle quali scritte verticalmente e una terza orizzontalmente; il testo dell'epigrafe è costituito da 198 caratteri, che compongono da 33 a 40 parole, a volte separate da punti disposti in verticale, in numero variabile da uno a tre.
fronte:
A.1. ηολαιεζ:ναφοθ:ζιαζι (holaiez:nafoth:ziazi)
A.2. μαραζ:μαϝ (maraz:mav)
A.3. σιαλχϝειζ:αϝιζ (sialchveiz:aviz)
A.4. εϝισθο:ζεροναιθ (evistho:zeronaith)
A.5. ζιϝαι (zivai)
A.6. ακερ:ταϝαρζιο (aker:tavarzio)
A.7. ϝαναλασιαλ:ζεροναι:μοριναιλ (vanalasial:zeronai:morinail)
laterale:
B.1. ηολαιεζιφοκιασιαλε:ζεροναιθ:εϝισθο:τοϝερονα (holaiezi:fokiasiale:zeronaith:evistho:toverona)
B.2. ρομ:ηαραλιο:ζιϝαι:επτεζιο:αραι:τιζ:φοκε (rom:haralio:zivai:eptezio:arai:tiz:foke)
B.3. ζιϝαι:αϝιζ:σιαλχϝιζ:μαραζμ:αϝιζ:αομαι (zivai:aviz:sialchviz:marazm:aviz:aomai)
La frase in B.3 aviz sialchviz ("di età sessanta anni") richiama l'Etrusco avils machs śealchisc (e di età sessantacinque anni).